# Nicholson (Pensilvânia)
Nicholson é um distrito localizado no estado norte-americano de Pensilvânia, no Condado de Wyoming.

## Demografia
Segundo o censo norte-americano de 2000, a sua população era de 713 habitantes.
Em 2006, foi estimada uma população de 675, um decréscimo de 38 (-5.3%).

## Geografia
De acordo com o United States Census Bureau tem uma área de
3,3 km², dos quais 3,2 km² cobertos por terra e 0,1 km² cobertos por água.

## Localidades na vizinhança
O diagrama seguinte representa as localidades num raio de 16 km ao redor de Nicholson.